# Clínica Eugin
La clinique Eugin (Clínica Eugin en espagnol) est un centre spécialisé qui, grâce à la procréation médicalement assistée aide les femmes et les couples qui ne peuvent pas avoir d'enfants. Ce centre, homologué par le ministère de la Santé espagnol et par la Généralité de Catalogne, a son siège à Barcelone. Depuis 2015, la clinique Eugin appartient au groupe NMC Healthcare, propriétaire de nombreux centres de santé aux Émirats arabes unis et coté à la Bourse de Londres. Actuellement, la clinique est présente à Barcelone et Madrid (Espagne), à Bogota (Colombie) et à Modène (Italie).
La clinique Eugin dispose d'une banque d'ovules importante, et est spécialisée dans les traitements de procréation médicalement assistée avec don de ces gamètes. Elle a été pionnière en Espagne en implantant le système électronique à double sécurité IVF Witness, qui garantit l'identification des ovules, ce qui élimine pratiquement le risque de confusion durant le traitement. En Catalogne, en 2015, la clinique Eugin a concentré 30 % du total des traitements liés à cette spécialité réalisés dans cette région. Au cours de cette même année, la clinique Eugin a acquis le Centro de Reproducción Humana Asistida (CIRH) spécialisé en fertilité masculine.

## Histoire
La clinique a été fondée à Barcelone, en 1999, par le Dr Mario Reverter Calatayud et le Dr Oriol Coll Escursell, tous deux gynécologues spécialisés en PMA.

En septembre 2007, la fondation Eugin a été constituée dans le but d'encadrer l'enseignement et la recherche réalisés par ce centre. La fondation a pour but principal l'étude de la fertilité et de la reproduction humaine au sein de la clinique, aussi bien dans ses aspects personnels et sociaux, ainsi que la promotion de la santé par le biais de l'analyse, de la recherche et de la divulgation de ces connaissances. Une grande partie de ces recherches sont menées dans le laboratoire d'Eugin dans le Parc scientifique de Barcelone. Il s'agit d'un centre de recherche rattaché à l'université de Barcelone. Le laboratoire est spécialisé en biologie cellulaire et moléculaire de la reproduction, et ses recherches visent à déterminer les causes de l'infertilité. En 2015, les deux entités ont présenté à la société européenne de reproduction humaine et d'embryologie (ESHRE en anglais), une étude visant à comprendre les modifications moléculaires qui se produisent dans les ovules. 
Après trois cycles de fécondation in vitro avec un diagnostic génétique préimplantatoire (DGP), lors du troisième cycle, un embryon a été obtenu sans altérations génétiques et a pu être transféré chez la mère. C’est cet embryon sain qui a donné naissance au premier bébé né grâce à cette technique.
En 2015, la clinique Eugin a participé à une étude de l'Human Reproduction, cautionnée par l’ESHRE, dans laquelle il a été démontré que l'efficacité de l'utilisation des cellules souches pour des traitements de fertilité n'était pas prouvée.
La clinique Eugin a établi des accords de collaboration avec diverses universités européennes telles que l'université de Milan, l'université de Gand, l'université de Cardiff et l'Université de Leeds, où des recherches sont menées à propos des aspects clé de la PMA.
La clinique Eugin a réalisé, en juillet 2016, avec l’institut Odoxa, un sondage sur la perception des Européens face à la PMA. Le sondage révèle que les Français approuvent à 54 % son ouverture aux couples de femmes et à 60 % aux célibataires.

## Activité
L'activité d'Eugin se concentre sur l'assistance aux femmes et aux couples ayant des difficultés pour avoir des enfants, et sur la recherche centrée sur tous les aspects de la gynécologie et de la reproduction. À cet effet, elle dispose de l'infrastructure et des équipes nécessaires pour mener à bien toutes les phases de l'étude et traiter la stérilité humaine et l'infertilité conjugale.
Les traitements de PMA pratiqués chez Eugin sont garantis par la Loi de reproduction médicalement assistée espagnole , l'une des plus avancées d'Europe. Cette loi légalise l'application de techniques destinées aux mères célibataires, aux couples  homosexuels et même la vitrification d'ovocytes qui, dans d'autres pays comme l'Allemagne ou la France n'est pas autorisée,. Selon une étude réalisée par Odoxa, en décembre 2015, 22 % des Françaises âgées de 30 à 45 ans seraient disposées à congeler leurs ovules.

## Domaines d'activité
- Reproduction humaine
  - Étude, diagnostic et traitement de la stérilité et de l'infertilité du couple.
  - Techniques de reproduction médicalement assistée: Insémination artificielle, fécondation in vitro, diagnostic génétique préimplantatoire, Don d' ovules, Vitrification d'ovocytes.Gynécologie
- Obstétrique (médecine)

## Certificats de qualité
Eugin a été la première clinique du secteur à avoir obtenu le label de qualité de la part de l'entreprise TÜV international :  Le système de gestion de la qualité de la clinique Eugin est conforme à la norme ISO 9001:2000. En juin 2010, elle a entrepris l'adaptation à la nouvelle norme ISO 9001:2008.
En 2008, la clinique Eugin avait déjà obtenu la certification de son système de gestion environnementale selon la norme ISO 14001:2004 et la certification d'un système de sécurité et de santé sur le lieu de travail selon la norme OHSAS 18001:2007. La portée de ces certifications comprend tous les processus rendant possible le développement des techniques de PMA ainsi que le suivi obstétrique et gynécologique.
En 2012, elle a obtenu le label ISO/IEC 27001:2005 en 2012 et, en octobre de cette année, elle s'est adaptée à la nouvelle norme ISO/IEC 27001:2013, qui la certifie en tant qu'organisation ayant implanté un système de gestion de la sécurité de l'information et de protection des données.
Cette même année, elle a obtenu le label de reconnaissance environnementale européen EMAS règlement européen 1221/2009. EMAS (Eco-Management and Audit Scheme) est une réglementation volontaire de l'Union européenne qui reconnaît les organisations ayant acquis un engagement public quant à l’amélioration continue afin de parvenir à réduire l'impact environnemental de leurs activités.